# Nilo (piłkarz)
Nilo, właśc. Nilo Roberto Neves (ur. 2 grudnia 1943 w Porto Alegre) – piłkarz brazylijski, występujący na pozycji lewego obrońcy.

## Kariera klubowa
Karierę piłkarską Nilo zaczął w klubie SC Internacional. Z Internacionalem zdobył mistrzostwo stanu Rio Grande do Sul – Campeonato Gaúcho w 1961. W latach 1963–1968 występował w São José Porto Alegre.
W latach 1968–1976 był zawodnikiem Coritiby. Z Coritibą ośmiokrotnie zdobył mistrzostwo stanu Parana – Campeonato Paranaense w 1968, 1969, 1971, 1972, 1973, 1974, 1975 i 1976. W Coritibie 8 sierpnia 1971 w przegranym 0-2 meczu z Cruzeiro EC Nilo zadebiutował w lidze brazylijskiej. Ostatni raz w lidze wystąpił 29 października 1975 w zremisowanym 2-2 meczu z São Paulo FC. Ogółem w lidze brazylijskiej Nilo rozegrał 117 spotkań, w których strzelił 1 bramkę.

## Kariera reprezentacyjna
W reprezentacji Brazylii Nilo jedyny raz wystąpił 13 listopada 1968 w wygranym 2-1 towarzyskim meczu z Coritibą FC. Nigdy nie wystąpił w reprezentacji w oficjalnym meczu międzypaństwowym.